# Фрідріх Адам Юліус фон Ванґенгайм

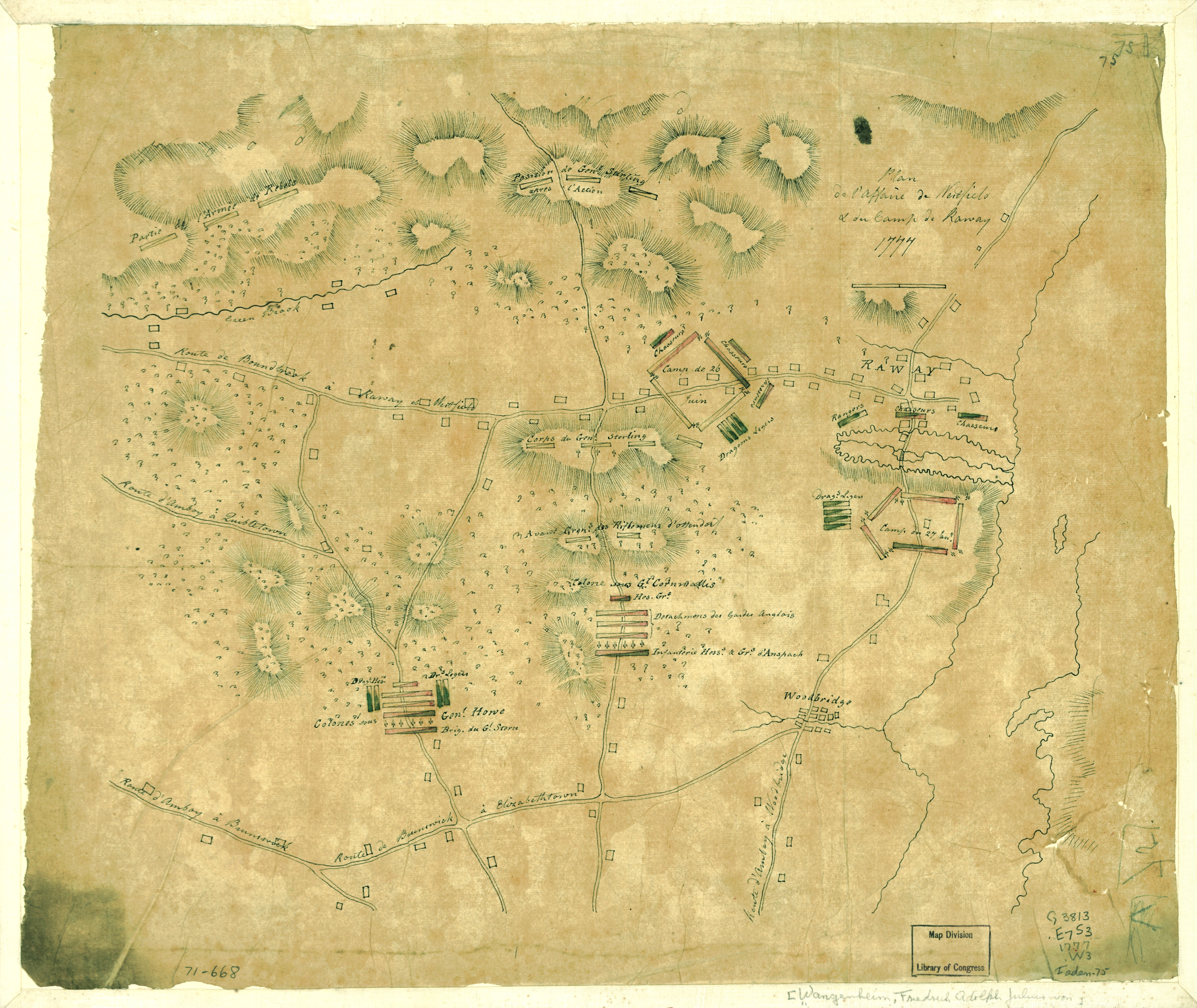
Ескіз Ванґенгайма битви при Шорт-Гіллз (1777)

Фрідріх Адам Юліус фон Ванґенгайм (англ. Friedrich Adam Julius von Wangenheim; 8 лютого 1749, Зоннеборн, Заксен-Ґота-Альтенбурґ — 25 березня 1800, Ґумбіннен, Східна Пруссія) — німецький дендролог з родини фон Ванґенгаймів. Його офіційна абревіатура як ботанічного автора — «Wangenh.

## Походження
Його батьками були саксонсько-ґотський камергер Юліус Адам фон Ванґенгайм (1721–1763) та його дружина Софі Крістіана Вільгельміна, уроджена фон Штайнсдорф (1733–1802). Його батько був покупцем Верхнього замку Вінтерштайн.

## Життя
Ванґенгайм спочатку пройшов військову підготовку на службі в Ґоті, але потім пішов у відставку в званні лейтенанта, щоб пройти навчання на лісника. Коли ландграф Гессен-Кассельський скликав допоміжний корпус для англійців під час Війни за незалежність США, Ванґенгайм приєднався до нього та вирушив до Північної Америки в 1777 році. 14 грудня 1776 року він отримав патент і став першим лейтенантом, а потім вступив до Гессенського єгерського корпусу під командуванням майора Карла фон Прюшенка. Війська вирушили до Америки в 1777 році, а 13 грудня 1777 року Ванґенгайм став штабсгауптманом. Він брав участь у битвах під Брендівайном та Чарльстоном.
Протягом восьми років перебування в Америці він проводив масштабні дослідження лісівництва; вже в 1780 році він надіслав свою першу книгу до Європи. Він повернувся з Єгерським корпусом і зміг знову увійти до Касселя 17 травня 1784 року. Марно сподіваючись на посаду в лісовій службі, він пішов у відставку 8 листопада 1786 року.
Ванґенгайм присвятив свою другу книгу, опубліковану в 1787 році, королю Пруссії Фрідріху Вільгельму II. Потім у 1788 році його було призначено головним лісничим Литовської військово-територіальної палати. Після важкої хвороби взимку 1799 року він помер і був похований у саду свого маєтку Ласдінелєн (район Ґумбіннен) .

## Почесті
- Почесний член Берлінського товариства друзів природничих наук
- На його честь названо рід рослин ванґенгаймія (Wangenheimia) з родини злакових[1].

## Сім'я
У 1786 році він одружився із Софією фон Борнштедт (1768–1840), племінницею Фрідріха Авґуста Людвіґа фон Бурґсдорфа. У подружжя було кілька дітей:
- Юліус (1788–1859), лорд-камергер і головний єґермайстер ⚭ Амалія фон Мюнхінґен (1797–1878)
- Александер (1792–1867), прусський генерал-лейтенант ⚭ Ернестина Генрієтта фон дем Борне (1797–1854)
- Цезар († 5 березня 1852), прусський апеляційний радник ⚭ 1845 Матильда фон Ванґенгайм

Вдова Ванґенгайма вдруге вийшла заміж за свого шваґра Адама Крістіана Ернста Тройша фон Буттлара († 1806).

## Твори
- Beschreibung einiger nordamericanischen Holz- und Buscharten, mit Anwendung auf teutsche Forsten (Опис деяких північноамериканських деревних та чагарникових порід із застосуванням до німецьких лісів). Dieterich, Göttingen 1781, Шаблон:Digitalisat
- Supplement zur Wälder-Kultur-Wissenschaft, mit Anwendung auf die Umpflanzung der Baumarten die in Nordamerika wachsen. (Доповнення до науки про лісокультуру щодо інтродукції деревних порід, які ростуть у Північній Америці). 1787.
- Beytrag zur teutschen Holzgerechten Forstwissenschaft mit Anwendung auf teutsche Forsten betreffend (Внесок у німецьку науку про лісівництво задля продукції деревини із застосуванням до німецьких лісів). Dieterich, Göttingen 1787, Шаблон:Digitalisat
- Beschreibung der verschiedenen Holzarten die in Nordamerika wachsen. (Опис різних порід дерев, що ростуть у Північній Америці.) 1788.
- Betrachtungen über die Tannen von Preußisch-Litthauen. (Спостереження щодо ялин з Прусської Литви). 1789.
- Betrachtungen über die Weichhölzer die in Nordamerika wachsen (Спостереження щодо м'яких порід деревини, що ростуть у Північній Америці.) 1795.

## Окремі посилання
1. ↑  Lotte Burkhardt: Verzeichnis eponymischer Pflanzennamen – Erweiterte Edition. Teil I und II. Botanic Garden and Botanical Museum Berlin, Freie Universität Berlin, Berlin 2018, ISBN 978-3-946292-26-5 doi:10.3372/epolist2018.

## Вебпосилання
- Фрідріх Адам Юліус фон Ванґенгайм(англ.): інформація на сайті IPNI.